# Dejan Čukić
Dejan Čukić (1966) es un actor serbio-danés conocido por haber interpretado a Boris en las películas D-dag y a Radovan Krajnic en la trilogía de películas Snabba Cash.

## Biografía
Dejan sale con su novia de la infancia y la pareja tiene una hija juntos. 

## Carrera
En el 2005 en una obra de teatro interpretó al artista danés Asger Jorn.
En el 2010 interpretó por primera vez al gánster Radovan Krajnic en la película Snabba Cash (en inglés: Easy Money).
En el 2011 se unió al elenco principal de la serie francesa-alemana Borgia donde interpretó a Guiliano Della Rovere, hasta el final de la serie en el 2014.
En el 2012 se unió al elenco de la película Snabba Cash II donde interpretó al criminal Radovan Krajnic. 
En el 2013 se unió al elenco principal de la película Snabba Cash - Livet Deluxe donde interpretó nuevamente al líder de la mafia serbia Radovan Krajnic.

## Filmografía

### Series de Televisión
| Año             | Título                  | Personaje             | Notas               |
| --------------- | ----------------------- | --------------------- | ------------------- |
| 2017 - presente | Innan vi dör            | Rade                  | -                   |
| 2011 - 2014     | Borgia                  | Guiliano Della Rovere | 28 episodios        |
| 2012            | Lykke                   | Alf Thyregod          | 3 episodios         |
| 2010            | Lærkevej                | Martin Egholm         | 2 episodios         |
| 2010            | Wallander               | Lars                  | episodio "Vålnaden" |
| 2007            | Forestillinger          | Marko                 | 6 episodios         |
| 2007            | Torpedo                 | Cedomir               | miniserie           |
| 2006            | Anna Pihl               | Stavro                | 5 episodios         |
| 2003            | Skjulte spor            | Haak                  | 3 episodios         |
| 2002 - 2003     | Nikolaj og Julie        | Philip Krøyer         | 22 episodios        |
| 2002            | Hvor svært kan det være | Carsten               | 10 episodios        |
| 1998            | Taxa                    | Dean                  | 2 episodios         |
| 1995            | Landsbyen               | Simon                 | 3 episodios         |

### Películas
| Año  | Título                     | Personaje       | Notas |
| ---- | -------------------------- | --------------- | --- |
| 2013 | Stockholm Stories          | Gustav          | junto a Jonas Karlsson, Martin Wallström, Cecilia Frode, Julia Ragnarsson, Filip Berg y David Dencik           |
| 2013 | Snabba Cash - Livet Deluxe | Radovan Krajnic | junto a Joel Kinnaman, Matias Varela, Malin Buska, Martin Wallström y Madeleine Martin                         |
| 2012 | Snabba Cash II             | Radovan Krajnic | junto a Joel Kinnaman, Matias Varela, Lisa Henni, Fares Fares y Madeleine Martin                               |
| 2010 | Snabba Cash                | Radovan Krajnic | junto a Joel Kinnaman, Matias Varela, Lisa Henni y Dragomir Mrsic                                              |
| 2004 | Hotet                      | Jasek           | junto a Maria Bonnevie, Stefan Sauk, Shanti Roney, Axel Zuber y Peter Franzén                                  |
| 2001 | D-dag - Den færdige film   | Boris           | junto a Stellan Skarsgård, Alexander Skarsgård, Thomas Bo Larsen y Charlotte Sachs Bostrup                     |
| 2000 | D-dag                      | Boris           | junto a Stellan Skarsgård, Alexander Skarsgård, Thomas Bo Larsen y Charlotte Sachs Bostrup                     |
| 2000 | D-dag - Boris              | Boris           | junto a Charlotte Sachs Bostrup, Nicolaj Kopernikus, Helle Dolleris y Bjarne Henriksen                         |
| 2000 | D-dag - Carl               | Boris           | junto a Charlotte Sachs Bostrup, Nicolaj Kopernikus, Helle Dolleris & Bjarne Henriksen                         |
| 2000 | D-dag - Lise               | Boris           | junto a Stellan Skarsgård, Alexander Skarsgård, Charlotte Sachs Bostrup, Nicolaj Kopernikus & Bjarne Henriksen |
| 2000 | D-dag - Niels-Henning      | Boris           | junto a Charlotte Sachs Bostrup, Thomas Bo Larsen, Bjarne Henriksen & Lasse Lunderskov                         |

### Director&Escritor
| Año  | Título    | Notas                              |
| ---- | --------- | ---------------------------------- |
| 2011 | Pokerfjæs | 10 episodios - director & escritor |

### Presentador
| Año  | Programa     | Notas           |
| ---- | ------------ | --------------- |
| 2010 | DR2 Premiere | episodio # 4.11 |

### Teatro
| Año  | Obra               | Personaje  | Teatro          |
| ---- | ------------------ | ---------- | --------------- |
| 2005 | -                  | Asger Jorn | Aveny-T theater |
| 2000 | Othello            | -          | -               |
| 1999 | Gud Bevare Danmark | -          | -               |
| 1999 | Donna Juanna       | -          | -               |

## Premios y nominaciones
| Año  | Categoría             | Premio      | Película                                | Resultado |
| ---- | --------------------- | ----------- | --------------------------------------- | --------- |
| 2008 | Best Supporting Actor | Bodil Award | De unge år: Erik Nietzsche sagaen del 1 | Nominado  |